# Stolcz Ádám
Stolcz Ádám Zsolt (Győr, 1989. február 13. –) magyar költő.

## Élete
Középiskolai tanulmányait a Czuczor Gergely Bencés Gimnáziumban végezte, majd az ELTE Bölcsészettudományi Karának magyar alapszakán diplomázott, később a kínai Université Wuhanban (Kínai nyelv és kultúra szak), majd az Université Lyon 3 Jean Moulin egyetem jogi alapképzését végezte el. Üzleti jog és európai üzleti jog mesterképzésre járt az Université Paris-Nanterre-ra, majd az Université Paris 2 Panthéon-Assasra, mely utóbbinak jelenleg fokozatszerzés előtt álló doktori hallgatója. Versei 2008 óta jelennek meg. Első versei az Apokrif irodalmi folyóiratban jelentek meg (a 2009-ben megjelent, a lap körül csoportosuló szerzők verseit közreadó Beszámított veszteség antológiában is szerepel, melynek címadó verse is tőle származik – mindmáig a lap szerzői köréhez tartozik). Első, Becsapódás című verseskötete 2016-ban jelent meg az Apokrif és a Fiatal Írók Szövetsége közös könyvsorozata, az Apokrif Könyvek 4. darabjaként. 2020-ban (Tarcsay Zoltánnal együtt) az első olyan szerző lett, aki egynél több alkalommal is elnyerte az Apokrif Könyvek pályázatot, melynek eredményeképp második, Transz című kötete várhatóan a 2021-es évben jelenik meg az Apokrif és a FISz közös kiadásában. Irodalomszervezőként 2019-ben indította el az Ollam projektet, melynek keretében kortárs költők adják elő saját megzenésített műveiket egyedi versperformanszokkal kísérve. A kezdeményezés zászlóbontó estjére 2019. december 7-én került sor az Óvóhelyen, ekkor debütált a projekt saját Youtube-csatornája is.

## Munkássága
Irodalmi pályafutását generációja számos alkotójához hasonlóan az Apokrif folyóiratban publikálva kezdte, de publikált többek között a 2000, a Győri Műhely, a Képírás, az Opus és az Új Forrás hasábjain is. Első, Becsapódás című verseskötetének kéziratával 2015-ben diadalmaskodott az Apokrif Könyvek pályázati kiírásában; a könyv a 2016-os Ünnepi Könyvhétre jelent meg az Apokrif és a Fiatal Írók Szövetsége kiadásában. Második (Transz címre keresztelt) verseskötetének kéziratával ismét sikerrel pályázott az Apokrif Könyvek 2020-as kiírása alkalmával, a kötet várhatóan a 2021-es év során jelenik meg.
Verseinek kiemelt témája az agresszió, az erőszak és az alá-fölé rendeltségen alapuló emberi kapcsolatok lélektanának (gyakran ironikus, parodisztikus túlzásokkal élő, kikarikírozó) vizsgálata. Stílusának meghatározó eleme az irónia és az önirónia, illetve a gyakran harsány túlzásokból építkező gúny. Műveire (kiváltképp első kötetének verseire) jellemző az agresszor szemszögéből megszólaló, szerepverses megoldás, melynek alkalmazásával a másik félt elnyomó, megfélemlítő, bántalmazó egyének felől mutatja be e disszonáns emberi kapcsolatok fonák oldalát, káros hatásait, veszélyeit, egyszersmind bemutatva a konvencionális (jellemzően erőszakos és erő-, hatalomközpontú) férfiszerepek árnyoldalát, problematikus, gyakran kártékony, ön- és közveszélyes lélektani működését. Ugyancsak jellemző írásmódjára a provokatív, gyakran tabusértő hangnem, illetve a konvencionális-játékos verselési technikák, megoldások (rímek, atipikus ritmika, szójátékok) és vaskos humor kiemelt használata.
Verseinek agressziónyelvéről így vélekedik 2017-es könyvkritikájában Pap Zsolt: "Stolcz Ádám egészen merész és friss szemponttal kezdett el kísérletezni, verses könyvében felmutatta egy lehetséges erőszak-elkövető szempontjának variációit. A kötet jóformán nélkülöz mindenféle etikai dilemmát, ezek főleg a olvasó viszonyulásának függvényében merülhetnek fel. Erénye, hogy létező perspektívát rajzol meg, amit mostantól jobban érthetünk, de legalábbis az újfajta beszédmód felébreszti bennünk, olvasókban az igényt annak megértésére".
Egy 2017-es kritikai pódiumbeszélgetésen így nyilatkoztak Stolcz költészetéről kritikusai: "Stolcz Ádám kötete, Turi szerint, nem annyira ismert, mint amennyire izgalmas. Az Én vagyok a férfi az agresszív beszéd paródiája, üdítő, ugyanakkor bátor szöveg, mert Stolcz hagyta a »macsó nyelvet« működni. Ezért juthat el az olvasóhoz, a kötet által, az az üzenet, hogy az agressziónak az agresszor is áldozatává válik". Valamint: "Tóth-Czifra Júliának a számadás jutott eszébe a kötetek kapcsán, illetve a számadáshoz való bátorság. Stolcz könyvében, az Én vagyok a férfiban például – folytatta – azok a legérdekesebb szövegek, melyekben a „határhelyzet” feldolgozása érhető tetten".
Térey János így ír Stolcz költészetéről a Becsapódás fülszövegében: "Stolcz Ádám verseivel először videóüzenetben találkoztam, korunk műfaja. Robbanékony alkatnak tűnt, aki mondja bele egyenesen az arcunkba. Szakítólíra, be- és kirobbanó; hatékonyan sulykolt érvekkel alátámasztva, miért nem létezhet a beszélő és partnere közös fedél alatt (Én vagyok a férfi… / aki kitöri a nyakad, / ha a fejedet elcsavarja). Pofonok és rúgások, gyermeki elgyöngülések, s a jó öreg spleen: Tátogok és rosszkedvembe / belefeketednek az utcai macskák. Netán egyfajta üvöltésterápia ez? Szóbeli agresszió? Azért csinálja, hogy a végén bocsánatot kérhessen az egészért? Lehet-e újdonságot hozni a problémahalmozó, párkapcsolati lírába? (De én, az álmatlanság, / rajtad tartom a tagolt légy-szemem, / ezt a beépített diszkógömböt.) Ez a kataklizmaköltészet a maszkulin erő-beszéd paródiája? Is? Érdemes-e bevetni másik csatatéren? Netán túsztárgyalásra is alkalmas? S hogyan fogadják majd gender-szempontból a kedves nőtársak? És mit jelent Stolcz versbeszéde a társadalomra nézve, provokatív simogatást vagy finom fenyegetést? Ezekre a kérdésekre te találd meg a választ, olvasó".
Második kötetében versvilága újabb témákkal (nemzeti identitás problematikája, szülőföldtől való elszakítottság, elidegenedés, kiégés, út- és szerepkeresés) bővült.
Verseinek szinte szöveges megalkotottságukkal egyenlő fontosságú szövegszervező eleme az előadhatóság és a könnyen, egyből befogadható megalkotottság kívánalma, melyet Stolcz számos felolvasóest, versperformansz, versmegzenésítés és versvideó létrehozásával is érvényesít.
Szintén ezen törekvés jegyében – és korábbi versperformanszai (Tekken, Tekken 2) tapasztalataira építve – hívta életre 2019 folyamán az Ollam projekt elnevezésű kezdeményezést, melynek megvalósításához általa meghívott költőtársai (Bödecs László, Evellei Kata, Nyerges Gábor Ádám), illetve moderátorként Tamás Péter, író, szerkesztő csatlakoztak. A kortárs verset, magaskultúrát az olvasóhoz izgalmas, figyelemfelkeltő, performanszelemeket is tartalmazó előadásmóddal és a versek ritmusához, atmoszférájához igazodva komponált zenei kísérettel közelebb hozni törekvő kezdeményezés elsőként megrendezett közönségtalálkozójára 2019. december 7-én, az Óvóhelyen került sor, mellyel egyidőben a projekt megzenésített verseit tartalmazó Youtube-csatornája és Facebook-oldala is elindult.

## Művei

### Önálló kötetek
- Becsapódás (versek), Budapest, Apokrif–Fiatal Írók Szövetsége, 2016
- Transz; Fiatal Írók Szövetsége, Bp., 2022 (Apokrif Könyvek)

### Antológiákban
- Beszámított veszteség (szerk.: Fráter Zoltán), Budapest, Napkút Kiadó, 2009

### Fontosabb publikációk
- Etűd halkan, Szabadulási kísérlet (versek), Apokrif, 2008
- Etűd, Közterület, Karcolat a barátságról (versek), Új Forrás, 2009
- Beszámított veszteség, Tervszerű visszavonulás, Tavasz, Szabadság (versek), Győri Műhely, 2009
- Mint a füstölt sonka..., Fussunk össze, Fojtószorítás (versek), 2000, 2010
- Tekken 2 (versciklus), Apokrif, 2010
- Én vagyok a férfi, Apokrif, 2014
- Jó nő voltál, Becsapódás, Visszajövök (versek), Apokrif, 2015
- Szomszéd, Gyúrás (versek), 2000, 2018
- Transz, Hátsó gondolat (versek), Apokrif, 2020

## Kritikák
- B. Kiss Mátyás: Költészet és arcrombolás (Stolcz Ádám: Becsapódás), a szem, 2016
- Lapis József: Neoagresszió (Stolcz Ádám: Becsapódás), Szépirodalmi Figyelő, 2016
- Harmath Artemisz: Vándorló könyvespolc 14. (Stolcz Ádám: Becsapódás; Horváth Benji: Az amnézia útja; Mezei Gábor: natúr öntvény), SZIF Online, 2016
- Pap Zsolt: Húscafat két fogad között, Art7, 2017
- Branczeiz Anna: Külföldönkívüli a pokolban, Apokrif, 2022
- Csehy Zoltán: Hat verseskönyv, Műút, 2022

## Interjúk
- Egészséges dolgokat kezdeni írni. Páros interjú a 2020-as Apokrif Könyvek pályázat győzteseivel, Apokrif Online, 2020

## Külső hivatkozások
- Stolcz Ádám: TEKKEN, 1. rész (2009)
- Stolcz Ádám: TEKKEN, 2. rész (2009)
- Stolcz Ádám: Becsapódás (könyvtrailer)
- Stolcz Ádám: TEKKEN 2 (2016)
- Stolcz Ádám: Én vagyok a férfi (versvideó)
- Stolcz Ádám felolvas a 2016-os Ünnepi Könyvhéten
- Várszegi Eszter: Bús férfiak költészete?, Litera, 2017
- Taródi Luca: Poétikai konvenciók és irodalmi tendenciák az Apokrif folyóirat lírájában (Török Sándor Mátyás, Evellei Kata, Mizsur Dániel, Stolcz Ádám, Bödecs László és Nyerges Gábor Ádám költészete), in. Boldog-Bernád István–Szabó P. Katalin–Szuperák Alexandra (szerk.), Nyom-követés 3., Vajdasági Magyar Doktoranduszok és Kutatók Szervezete, Doktoranduszok Országos Szövetsége, Irodalomtudományi Osztály, Szabadka–Budapest, 2018
- Stolcz Ádám: Bemutatkozás (versvideó)
- Stolcz Ádám az Apokrif irodalmi folyóirat lapszámbemutatóján az Írók Boltjában, 2019-ben
- Stolcz Ádám felolvas készülő második verseskötetéből (2020)